# Antonio Barezzi
Antonio Barezzi (Busseto, 23 décembre 1787 – 21 juillet 1867) est le découvreur du talent de Giuseppe Verdi, son mécène et son beau-père.
Propriétaire d'un commerce alimentaire et de liqueurs en gros à Busseto et propriétaire terrien, il est l'animateur culturel et musical de la ville. Sa maison est le siège de l'Orchestre philharmonique bussetan et le lieu des premières exhibitions publiques du jeune Verdi qui commence à la fréquenter dès l'âge de dix ans. 
En 1836, Verdi épouse sa fille, Margherita Barezzi.
Depuis 2001, l'historique Casa Barezzi est le siège d'un musée confié à l'Association des amis de Verdi. Son salon continue à accueillir des concerts de musique classique et lyrique.